# Pianosa
 Ovo je glavno značenje pojma Pianosa. Za otok Pianosa u otočju Tremiti pogledajte Pianosa (Tremiti).
Pianosa je mali otok u Toskanskom otočju u Italiji. Otok je poznat po zatvoru koji je od 1998. zatvoren.

## Zemljopis
Otok se nalazi 13 km jugozapadno od otoka Elbe s kojim je dobro prometno povezan tijekom turističke sezone. Ovaj otok koji je dio općine Campo nell'Elba u pokrajini Livorno karakterizira ravni reljef s najvišom točkom od 29 metara. Obala otoka dugačka je 26 km.

## Povijest
Još od rimskih vremena je ovaj otok korišten za izganstva. Jedan od najpoznatijih prognanika bio je Agripa Postum. Na otoku postoje katakombe iz ranokršćanskih vremena.
U srednjem vijeku je otok prvo bio u vlasništvu Pise, da bi poslije pripao Genovi. Od 1399. otok je bio dio Piombina.

## Vanjske poveznice
- Informacije o otoku  Arhivirana inačica izvorne stranice od 4. listopada 2007. (Wayback Machine)
- Karta otoka  Arhivirana inačica izvorne stranice od 27. rujna 2007. (Wayback Machine)